# Купер, Джон (тренер)
Джон Ку́пер (англ. Jon Cooper: род. 23 августа 1967, Принс-Джордж, Британская Колумбия) — канадский хоккейный тренер. Сейчас возглавляет клуб Национальной хоккейной лиги «Тампа-Бэй Лайтнинг». Обладатель Кубка Стэнли 2020 и 2021 годов.

## Карьера

### Хоккейная лига США
Начиная с 2008 года Купер был тренером клуба Хоккейной лиги США — «Грин-Бэй Гэмблерс». Статистика Купера и «Гэмблерс» в сезонах 2008/09 и 2009/10 — 84-27-9. В 2010 году его команда выиграла Кубок Кларка и звание чемпиона лиги.

### Американская хоккейная лига
В 2010 году Купер был нанят «Тампой» тренировать «Норфолк Адмиралс» — фарм-клуб «молний» в АХЛ. В сезоне 2011/12 «адмиралы» выиграли Кубок Колдера — титул чемпиона АХЛ. В 2012 Джон Купер выиграл Луис Эй-Ар Пьери Мемориал Эворд — лучшему тренеру сезона в АХЛ.
В сезоне 2012/13 Купер стал главным тренером «Сиракьюз Кранч», после того как «Тампа Бэй» изменили свой фарм-клуб в АХЛ. В 65 играх с «Кранч» Купер, выиграв 39 матчей, побил прошлый рекорд самого лучшего сезона «Сиракьюз Кранч» в АХЛ.

### Национальная хоккейная лига
25 марта 2013 года, после увольнения Ги Буше с должности главного тренера «молний», руководство «Тампа-Бэй Лайтнинг» объявило, что Купер станет восьмым главным тренером в истории франшизы.

### Сборная Канады
На чемпионате мира 2017 года возглавлял мужскую сборную Канады, завоевавшую на турнире серебряные медали.

## Личная жизнь
Купер родился в городе Принс-Джордж, провинция Британская Колумбия. Он играл в хоккей в средней школе в Нотр-Даме, провинция Саскачеван. Затем он перешел в Университет Хофстра в Хемпстеде, Нью-Йорк.
Купер имеет двойное гражданство Соединенных Штатов и Канады. Мать Купера американка, в то время как его отец канадец. Купер женат на Джесси и у них есть две дочери-близняшки (Юлия и Жозефина) и сын (Джонатан).

## Тренерская статистика
| Команда            | Год         | Регулярный чемпионат | Регулярный чемпионат | Регулярный чемпионат | Регулярный чемпионат | Регулярный чемпионат | Плей-офф             | Плей-офф | Плей-офф  | Плей-офф                        |
| Команда            | Год         | Игры                 | Победы               | Поражения            | OT                   | Очки                 | Место в дивизионе    | Победы   | Поражения | Результат                       |
| ------------------ | ----------- | -------------------- | -------------------- | -------------------- | -------------------- | -------------------- | -------------------- | -------- | --------- | ------------------------------- |
| Грин-Бэй Гемблерс  | 2008/09     | 60                   | 39                   | 17                   | 4                    | 81                   | 1-й в Восточном      | 4        | 3         | Поражение во втором раунде      |
| Грин-Бэй Гемблерс  | 2009/10     | 60                   | 45                   | 10                   | 5                    | 95                   | 1-й в Восточном      | 9        | 3         | Победа в Кубке Кларка           |
| Норфолк Эдмиралс   | 2010/11     | 80                   | 39                   | 26                   | 15                   | 93                   | 1-й в Восточном      | 2        | 4         | Поражение в первом раунде       |
| Норфолк Эдмиралс   | 2011/12     | 76                   | 55                   | 18                   | 3                    | 113                  | 1-й в Восточном      | 15       | 3         | Победа в Кубке Колдера          |
| Сиракьюз Кранч     | 2012/13     | 65                   | 39                   | 18                   | 8                    | 86                   | 1-й в Восточном      | -        | -         | Перевод в Тампа-Бэй Лайтнинг    |
| Тампа-Бэй Лайтнинг | 2012/13     | 16                   | 5                    | 8                    | 3                    | 13                   | 4-й в Юго-восточном  | -        | -         | В плей-офф не попали            |
| Тампа-Бэй Лайтнинг | 2013/14     | 82                   | 46                   | 27                   | 9                    | 101                  | 2-й в Атлантическом  | 0        | 4         | Поражение в первом раунде       |
| Тампа-Бэй Лайтнинг | 2014/15     | 82                   | 50                   | 24                   | 8                    | 108                  | 2-й в Атлантическом  | 14       | 12        | Поражение в финале Кубка Стэнли |
| Тампа-Бэй Лайтнинг | 2015/16     | 82                   | 46                   | 31                   | 5                    | 97                   | 2-й в Атлантическом  | 11       | 6         | Поражение в финале конференции  |
| Тампа-Бэй Лайтнинг | 2016/17     | 82                   | 42                   | 30                   | 10                   | 94                   | 5-й в Атлантическом  | -        | -         | В плей-офф не попали            |
| Тампа-Бэй Лайтнинг | 2017/18     | 82                   | 54                   | 23                   | 5                    | 113                  | 1-й в Атлантическом  | 11       | 6         | Поражение в финале конференции  |
| Тампа-Бэй Лайтнинг | 2018/19     | 82                   | 62                   | 13                   | 4                    | 128                  | 1-й в Атлантическом  | 0        | 4         | Поражение в первом раунде       |
| Тампа-Бэй Лайтнинг | 2019/20     | 70                   | 43                   | 22                   | 6                    | 92                   | 2-й в Атлантическом  | 18       | 7         | Победа в Кубке Стэнли           |
| Тампа-Бэй Лайтнинг | 2020/21     | 56                   | 36                   | 17                   | 3                    | 75                   | 3-й в Центральный    | 16       | 7         | Победа в Кубке Стэнли           |
| Всего в НХЛ        | Всего в НХЛ | 634                  | 384                  | 195                  | 53                   | 821                  | 2 Победы в дивизионе | 70       | 46        | 2 Кубка Стэнли                  |

## Награды, достижения
Хоккейная лига США:
- 2009: Лучший генеральный менеджер года
- 2010: Кубок Кларка
- 2010: Лучший главный тренер года
- 2010: Лучший генеральный менеджер года

Американская хоккейная лига:
- 2012: Кубок Колдера
- 2012: Луис Эй-Ар Пьери Мемориал Эворд — лучшему главному тренеру года
- 2013: Участие в Матче всех звёзд

IIHF
- 2017: серебряные медали чемпионата мира

Национальная хоккейная лига:
- 2015: Приз принца Уэльского
- 2018: Участие в матче всех звёзд
- 2019: Участие в матче всех звёзд
- 2019: Президентский Кубок
- 2020: Приз принца Уэльского
- 2020: Кубок Стэнли
- 2021: Приз принца Уэльского
- 2021: Кубок Стэнли
- 2022: Приз принца Уэльского